# Ungarische Badminton-Mannschaftsmeisterschaft 2010
Die Ungarische Badminton-Mannschaftsmeisterschaft 2010 war die 42. Auflage des Teamwettstreits in Ungarn. Es wurde ein Wettbewerb für gemischte Mannschaften ausgetragen. Meister wurde das Team von Debreceni TC-DSI.

## Endstand
| Platz | Mannschaft |
| ----- | --- |
| 1.    | Debreceni TC-DSC-SI (Balázs Boros, Sándor Kmetty, Gergely Krausz, Henrik Tóth, Ákos Varga, Vladimír Závada, György Vislóczki, Daniella Donda, Zsuzsa Czifra, Csilla Fórián, Mónika Kispál, Orsolya Varga) |
| 2.    | Honvéd Zrínyi SE |
| 3.    | Pécsi Multi-Alarm SE |
| 4.    | REAC-Sportiskola SE |